# Округ Калхун (Илиноис)
Округ Калхун (енгл. Calhoun County) је округ у америчкој савезној држави Илиноис.

## Демографија
По попису из 2010. године број становника је 5.089, што је 5 (0,1%) становника више него 2000. године.
| Група             | 2000.         | 2010.         |
| Белци             | 5.001 (98,4%) | 5.001 (98,3%) |
| Афроамериканци    | 2 (0,0%)      | 7 (0,1%)      |
| Азијати           | 9 (0,2%)      | 12 (0,2%)     |
| Хиспаноамериканци | 32 (0,6%)     | 40 (0,8%)     |
| Укупно            | 5.084         | 5.089         |